# Kung Kao av Zhou
Kung Kao av Zhou, var en kinesisk monark. Han var kung av Zhoudynastin 440–426 f.Kr.